# Eyprepocnemis burmana
Eyprepocnemis burmana är en insektsart som beskrevs av Willy Adolf Theodor Ramme 1941. Eyprepocnemis burmana ingår i släktet Eyprepocnemis och familjen gräshoppor. Inga underarter finns listade i Catalogue of Life.